# Karol Gruza
Karol Gruza (ur. 28 października 1954 w Niwie Babickiej, zm. 4 października 2011 w Szczecinie) – polski aktor teatralny i filmowy.

## Życiorys
Absolwent Państwowej Wyższej Szkoły Teatralnej im. Aleksandra Zelwerowicza w Warszawie (1977). Przez całą karierę sceniczną związany z Teatrem Polskim w Szczecinie, gdzie występował w latach 1977–1989 oraz 1994–2011. Ponadto wystąpił w jednym spektaklu Teatru Telewizji (1977) oraz dwóch audycjach Teatru Polskiego Radia (1983).
W 1978 roku otrzymał nagrodę redakcji "Głosu Szczecińskiego" za udany debiut na szczecińskiej scenie (rola Koryfeusza w Antygonie Sofoklesa).

## Filmografia
- Dziewczyna i gołębie (1973) – obsada aktorska (Edek)
- Akcja pod Arsenałem (1977) – obsada aktorska (Jerzy Gawin „Słoń”)
- Zrozumieć świat (2001–2003) – scenariusz, asystent reżysera (odc. 4-26)